# 捜査官ジーナ
『捜査官ジーナ』 (In the Company of Darkness) は、1992年に制作され、1993年に放映されたアメリカ合衆国のテレビ映画。実際に起こった事件を基に作られている。
日本においてテレビ放映された際は、『潜入捜査官ジーナ 美しき囮』や『ダークネス 狙われた女捜査官』の邦題が使われた。

## ストーリー
新米婦人警察官ジーナは小さな町の小さな部署、リバーサイド警察署に勤めていた。ある日、行方不明になった子供の遺体が森で発見される。
事件現場に男がいたという目撃証言が得られ、その男の似顔絵を世間に公表したところ、昔行方不明になった息子と仲良くしていた男にそっくりだと名乗る夫妻が現れた。男の名はカイル・ティムラー。証拠を掴む為、ジーナは自身に盗聴器を仕掛け、おとり捜査を開始する。彼女の演技も功を奏し、カイルは徐々に心を開き事件の真相を打ち明け始めるが、同時に彼女もまた自身の暗い過去をさらけ出してしまう。

## キャスト
| 役名               | 俳優                   | 日本語吹替 |
| 役名               | 俳優                   | テレビ東京版 |
| ------------------ | ---------------------- | --- |
| ジーナ・プラスキー | ヘレン・ハント         | 佐々木優子 |
| カイル・ティムラー | スティーヴン・ウェバー | 坂上忍 |
| ウィル・マッケイド | ジェフ・フェイヒー     | 堀内賢雄 |
| その他             |                        | 阪脩 坂東尚樹 寺内よりえ 北川勝博 竹村叔子 増田ゆき 藤生聖子 水野龍司 中澤やよい 青山穣 樫井笙人 加瀬康之 岡本章子 乃村健次 小島幸子 奥島和美 |
|                    |                        | |
| 演出               |                        | 佐藤敏夫 |
| 翻訳               |                        | 佐藤一公 |
| 調整               |                        | 荒井孝 |
| 効果               |                        | リレーション |
| 担当               |                        | 河村常平 高橋恭 |
| 配給               |                        | 日本MCA |
| プロデューサー     |                        | 深澤幹彦 渡邉一仁 |
| 協力               |                        | 武市プロダクション |
| 解説               |                        | 木村奈保子 |
| 制作               |                        | テレビ東京 東北新社 |
| 初回放送           |                        | 1997年10月30日 『木曜洋画劇場』 |

## スタッフ
- 監督：デビッド・アンスポー
- 脚本：ジョン・リークリー
- 撮影：サンディ・シセル
- 音楽：ティム・トルーマン
- 製作総指揮：ドン・ジョンソン
- 製作：ジョーン・マークス、リチャード・ブラムス